# RFL Championship 1990-91
El Championship de 1990-91 fue la 96.º edición del torneo de rugby league más importante de Inglaterra.

## Formato
Los equipos se enfrentaron en formato de todos contra todos en condición de local y de visitante, el equipo que terminó en la primera posición al finalizar el torneo se coronó campeón, mientras que los últimos dos equipos descendieron.
Se otorgaron 2 puntos por cada victoria, 1 por el empate y 0 por la derrota.

## Desarrollo

### Tabla de posiciones
| Pos. | Equipo               | Encuentros | Encuentros | Encuentros | Encuentros | Tantos | Tantos | Tantos | Puntos |
| Pos. | Equipo               | PJ         | PG         | PE         | PP         | F      | C      | Dif.   | Puntos |
| ---- | -------------------- | ---------- | ---------- | ---------- | ---------- | ------ | ------ | ------ | ------ |
| 1    | Wigan                | 26         | 20         | 2          | 4          | 652    | 313    | +339   | 42     |
| 2    | Widnes               | 26         | 20         | 0          | 6          | 635    | 340    | +295   | 40     |
| 3    | Hull                 | 26         | 17         | 0          | 9          | 513    | 367    | +146   | 34     |
| 4    | Castleford           | 26         | 17         | 0          | 9          | 578    | 442    | +136   | 34     |
| 5    | Leeds                | 26         | 14         | 2          | 10         | 602    | 448    | +154   | 30     |
| 6    | St. Helens           | 26         | 14         | 1          | 11         | 628    | 533    | +95    | 29     |
| 7    | Bradford Northern    | 26         | 13         | 1          | 12         | 434    | 492    | -58    | 27     |
| 8    | Featherstone Rovers  | 26         | 12         | 1          | 13         | 533    | 592    | -59    | 25     |
| 9    | Warrington           | 26         | 10         | 2          | 14         | 404    | 436    | -32    | 22     |
| 10   | Wakefield Trinity    | 26         | 10         | 2          | 14         | 356    | 409    | -53    | 22     |
| 11   | Hull Kingston Rovers | 26         | 9          | 3          | 14         | 452    | 615    | -163   | 21     |
| 12   | Oldham               | 26         | 10         | 0          | 16         | 481    | 562    | -81    | 20     |
| 13   | Sheffield Eagles     | 26         | 7          | 2          | 17         | 459    | 583    | -124   | 16     |
| 14   | Rochdale Hornets     | 26         | 1          | 0          | 25         | 317    | 912    | -595   | 2      |

|  | Campeón.                      |
|  | Desciende a segunda división. |

| Bandera de Inglaterra  |
| Campeón Wigan Warriors |
| Décimo segundo título  |